# Geggilarallahalli, Gudibanda
Geggilarallahalli là một làng thuộc tehsil Gudibanda, huyện Kolar, bang Karnataka, Ấn Độ.